# Diego de Salinas
Diego Esteban Gómez de Salinas y Rodríguez de Villarroel, o simplemente Diego de Salinas (Madrid, 3 de agosto de 1649 - 27 de noviembre de 1720) fue el último gobernador español de Gibraltar. Ocupaba el cargo cuando el Peñón de Gibraltar fue tomado por una flota anglo-holandesa en agosto de 1704.

## Biografía
Salinas y Rodríguez era hijo de Pedro Gómez de Salinas y Agustina Rodríguez de Villarroel, aristócratas de la pequeña nobleza (de Burgos, por la parte paterna y de Valladolid, de la parte materna). Empezó en el ejército como paje del condestable de Castilla, Iñigo Fernández de Velasco. Hizo una carrera rápida, siendo ascendido a alférez de caballería y llegando al rango de capitán de infantería antes de los 20 años. Participó en batallas en los Países Bajos, y fue ascendido al rango de capitán de caballería en 1670. Salinas luchó en la guerra franco-holandesa, y se mantuvo en los Países Bajos hasta 1673, cuando regresó a España y fue agregado al ejército de Cataluña. En 1675, fue herido en combate en la defensa de Puigcerdá, que estaba siendo atacada por los franceses. En diciembre de 1677, regresó a Murcia.
En 1685, Salinas y Rodríguez se desempeñó como mariscal de campo de la infantería española en Pamplona, y pidió la admisión en la Orden de Santiago. Esta solicitud fue aceptada después de una exhaustiva investigación de sus antepasados. En Pamplona, participó en las batallas de la guerra de los Nueve Años contra los franceses en las colinas de Alduide, donde logró expulsar a los invasores.
En junio de 1697, ahora con el rango de general de batalla, se trasladó a Barcelona en un intento por detener el avance de las tropas francesas del duque de Vendôme. Sin embargo, el 7 de julio, la ciudad se rindió, y el 15 de agosto las tropas de Salinas abandonaran el sitio. Con el fin de las hostilidades, Salinas fue nombrado "Sargento General de Batalla" y recibió el mando de Gerona, donde entró como gobernador interino en 1698, tras la salida de los franceses. Allí permanecería por lo menos hasta 1700, cuando fue designado para hacerse cargo del Gobierno de Gibraltar.

### La captura de Gibraltar

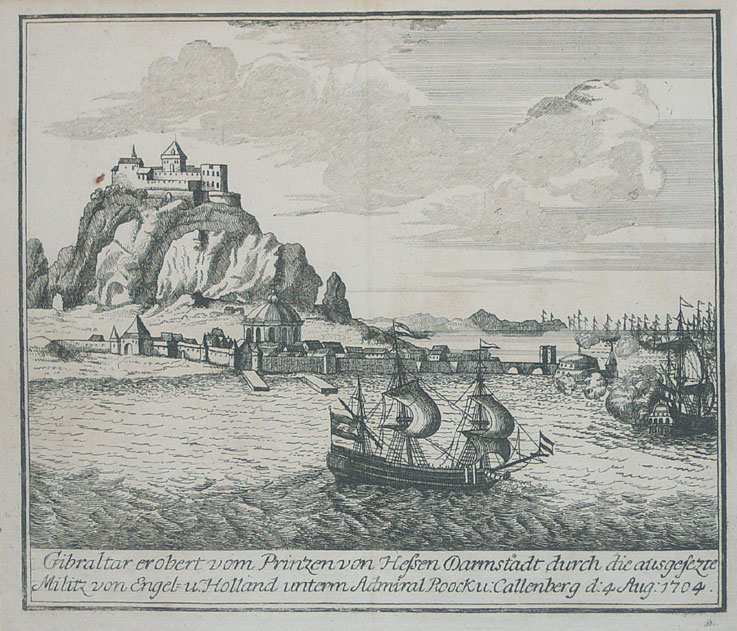
La captura de Gibraltar, 1704.

Salinas y Rodríguez fue nombrado Gobernador de Gibraltar por Felipe V en diciembre de 1701. Llegó a la plaza a principios de 1702. Con el inicio de las hostilidades en la guerra de sucesión española y la amenaza de la flota anglo-holandesa, Salinas y Rodríguez pidió refuerzos que nunca fueron enviados. El 1 de agosto de 1704, tropas británicas bajo el mando del príncipe Jorge de Hesse-Darmstadt (que fue virrey de Cataluña) desembarcaron en el norte del istmo de la bahía de Gibraltar y después de preparar un plan de ataque en tres frentes enviaron un mensaje pidiéndole que se rindiese. Salinas no aceptó, y la ciudad comenzó a ser bombardeada el 3 de agosto por los barcos enemigos. Reconociendo la gravedad de la situación y la imposibilidad de seguir resistiendo, Salinas y Rodríguez capituló en la mañana del 4 de agosto.
La toma de la ciudad fue facilitada al parecer por la falta de una guarnición capaz de hacer frente a los invasores, y no por falta de municiones y piezas de artillería en buen estado. Sin embargo, la rendición de un veterano experimentado como Salinas y Rodríguez también puede haber sido influenciada por el miedo de la población local que las tropas enemigas podrían interceptar a sus mujeres y niños que huían hacia Punta Europa.

### Después de Gibraltar
Algunos de sus contemporáneos, sin embargo, criticaron al gobernador, recordando el episodio de la capitulación de Barcelona en 1697. Sin embargo, Felipe V no parece haber tomado en cuenta esas opiniones, como Salinas y Rodríguez fue nombrado Gobernador de Villaescusa de Haro, en Cuenca, en 1706, donde permaneció en una especie de exilio voluntario hasta cerca de su muerte, cuando regresó a Madrid. Murió en su ciudad natal el 27 de noviembre de 1720, dejando todos sus bienes a su hermana, Francisca.